# Munadori

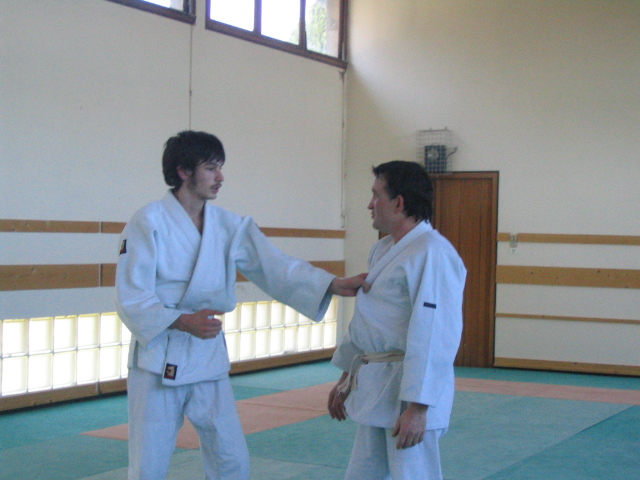
Attaque munadori

Muna dori est une attaque de front en aikido.
Elle consiste en la saisie du col à une main ou deux selon les écoles.